# Grippina
Grippina is een geslacht van tweekleppigen uit de  familie van de Spheniopsidae.

## Soorten
- Grippina acherontis B. A. Marshall, 2002
- Grippina aupouria (Powell, 1937)
- Grippina californica Dall, 1912
- Grippina globosa B. A. Marshall, 2002
- Grippina pumila B. A. Marshall, 2002
- Grippina punctata B. A. Marshall, 2002
- Grippina rex B. A. Marshall, 2002
- Grippina spirata B. A. Marshall, 2002